# Родионов, Сергей Константинович
Серге́й Константи́нович Родио́нов (22 июня 1859, Владимир — 1925, Москва) — русский и советский архитектор, реставратор, преподаватель и общественный деятель. Один из мастеров московского модерна, эклектики и церковной архитектуры. Автор планировочного и архитектурного решения Новодевичьего кладбища в Москве.

## Биография
Потомственный дворянин.
Учился в 3-й Московской гимназии. Окончил в 1883 году Московское училище живописи, ваяния и зодчества со званием классного художника архитектуры и Большой серебряной медалью. С 1881 года состоял на службе во Владимирском дворянском собрании, членом которого состоял он сам и его отец. Продолжил образование в Императорской Академии художеств, однако не окончил её. Архитектурную практику начал в 1884 году. С 1885 по 1889 годы работал городовым архитектором города Клина. В 1889 году переехал в Москву, где был назначен архитектором Елисаветинского института, а в 1893 году переведён на пост архитектора Измайловской военной богадельни. В том же году вступил в Московское архитектурное общество. В 1894 году С. К. Родионов был назначен архитектором Синодального управления. Состоял членом Комитета по реставрации Успенского собора в Кремле, производителем работ по реставрации Новодевичьего монастыря. Сотрудничал с архитектором И. П. Машковым. В 1907—1915 годах являлся членом Московской губернской земской управы, где заведовал статистическим и строительным отделами. В 1916 году Родионов стал Председателем Русско-Славянского союза. Преподавал на Московских строительных курсах, читал курс строительного искусства.
Имел награды: орден Святой Анны 2-й степени (1911).
26.01.1886 года сочетался браком с дочерью потомственного дворянина князя Николая Ивановича Шаховского — Софьей Николаевной Шаховской (22.08.1861-11.08.18) . Владел собственным доходным домом в Борисоглебском переулке и поместьем в Дмитровском уезде, Обольяновской волости, сельцо Ботово.
В браке родились дети Николай (27.03.1889 - 29.09.1960), Константин (22.09.1892 - 14.09.1991), Сергей (14.07.1894-02.01.1973) и Наталья (10.12.1887-20.01.1973)
В последние дни проживал по адресу Большая Грузинская д. 37, кв. 23.
Скончался в Москве 30 декабря 1925 года от рака. Похоронен в Новодевичьем монастыре.

## Проекты и постройки
- Колокольня Сретенской церкви (1893, Дмитров, Профессиональная улица, 65)[сн 1];
- Перестройка Московской хоральной синагоги (1895, Москва, Большой Спасоглинищевский переулок, 10);
- Придел церкви Сергия Радонежского, «что в Крапивках» (1895, Москва, Крапивенский переулок, 4);
- Перестройка, обновление фасадов и интерьеров главного дома в усадьбе князя П. Н. Трубецкого «Узкое» (1885—1888, Москва, Профсоюзная улица, 123а, 123б);
- Городские торговые ряды (1886—1888, Клин, Советская площадь, 2);
- Главный дом в усадьбе Усово великого князя Сергея Александровича (Звенигородский уезд);
- Колокольня Тихвинской церкви в усадьбе князей Оболенских Глухово-Богородское (1880-е, деревня Глухово, Дмитровский район Московской области);
- Часовня при Клинской мещанской богадельне (1890, Клин, ул. Папивина, 6);
- Троицкая церковь на средства И. Я. Лямина и ряд корпусов в Покровской мануфактуре (1892—1895) в селе Круглино Дмитровского уезда Московской губернии. Ныне г. Яхрома, Комсомольская улица.
- Дома Константинопольского подворья (1892—1898, Москва, Крапивенский переулок, 4);
- Новые ворота, эстрада и павильон для охотничьей выставки в Московском зоологическом саду (1893, Москва, Улица Красная Пресня), не сохранились;
- Реставрация и подготовка Успенского собора и колокольни Ивана Великого к коронации императора Николая II (1895—1897, Москва, Кремль);
- Церковь Иверской иконы Божией Матери при б. Иверской общине сестер милосердия, иконостас — художник Н. М. Сафонов (1896—1901, Москва, Улица Большая Полянка, 20), объект культурного наследия регионального значения[4];
- Каменная ограда новой территории Новодевичьего кладбища, совместно с И. П. Машковым (1897—1898, Москва, Лужнецкий проезд, 2);
- Перестройка доходного дома (1898, Москва, Брюсов переулок, 21), ценный градоформирующий объект[4];
- Трапезная Спасской церкви (1899—1902, с. Ведерницы, Дмитровский район Московской области);
- Доходный дом генеральши М. С. Бутурлиной (1899—1900, Москва, Крестовоздвиженский переулок, 4);
- Покровская церковь (1899—1904, с. Жестылёво, Дмитровский район Московской области);
- Колокольня храма Святого Михаили Архангела (1890-е, с. Тараканово, Клинский уезд);
- Тюремная Елизаветинская церковь (на средства Е. С. Ляминой) (1890-е, Дмитров, Историческая площадь, 14-17);
- Устройство синагоги в доме Полякова (1890-е, Москва, Малая Бронная улица, 2);
- Дворец Шереметевых в усадьбе Юрино (1890-е (?), Юрино, Марий Эл);
- Здание гимназии (1890-е, Вязники, Советский переулок, 4);
- Реставрационные работы в Новодевичьем монастыре (1890-е — 1900-е, Москва);
- Устройство Апраксинского склепа в Новодевичьем монастыре (1890-е — 1900-е, Москва);
- Собственный доходный дом (1900, Москва, Борисоглебский переулок, 8), ценный градоформирующий объект[4];
- Троицкая церковь (1900, с. Коншино-Сысоево (Кончинское-Сысоево), Дмитровский уезд);
- Проект Храма в память Святого коронования Их Величеств (1900, Москва, Ермаковская улица, 3), не осуществлён;
- Трапезная, ограда и школа Скорбященского монастыря (1900—1902, Москва, Новослободская улица, 58), не сохранились;
- Доходный дом (1901, Москва, Скатертный переулок, 6);
- Церковь (1903, с. Волженское, Дмитровский уезд);
- Перестройка церкви (1904, с. Чёрное, Дмитровский уезд);
- Земская больница (1905, Вязники, Улица Кисилёва, 72);
- Особняк А. А. Тарасова (1905, Москва, Медвежий переулок, 2/6);
- Проект надстройки дома И. С. Кана (1905, Москва, Малая Никитская улица, 56);
- Особняк А. И. Бородина (1908—1913, Москва, Большой Каретный переулок, 13);
- Доходный дом М. Н. Миансаровой — Гутмана (1908—1911, 1913, Москва, Большая Сухаревская площадь, 12/12 — Панкратьевский переулок, 12/12), выявленный объект культурного наследия[4]; Константинопольское подворье

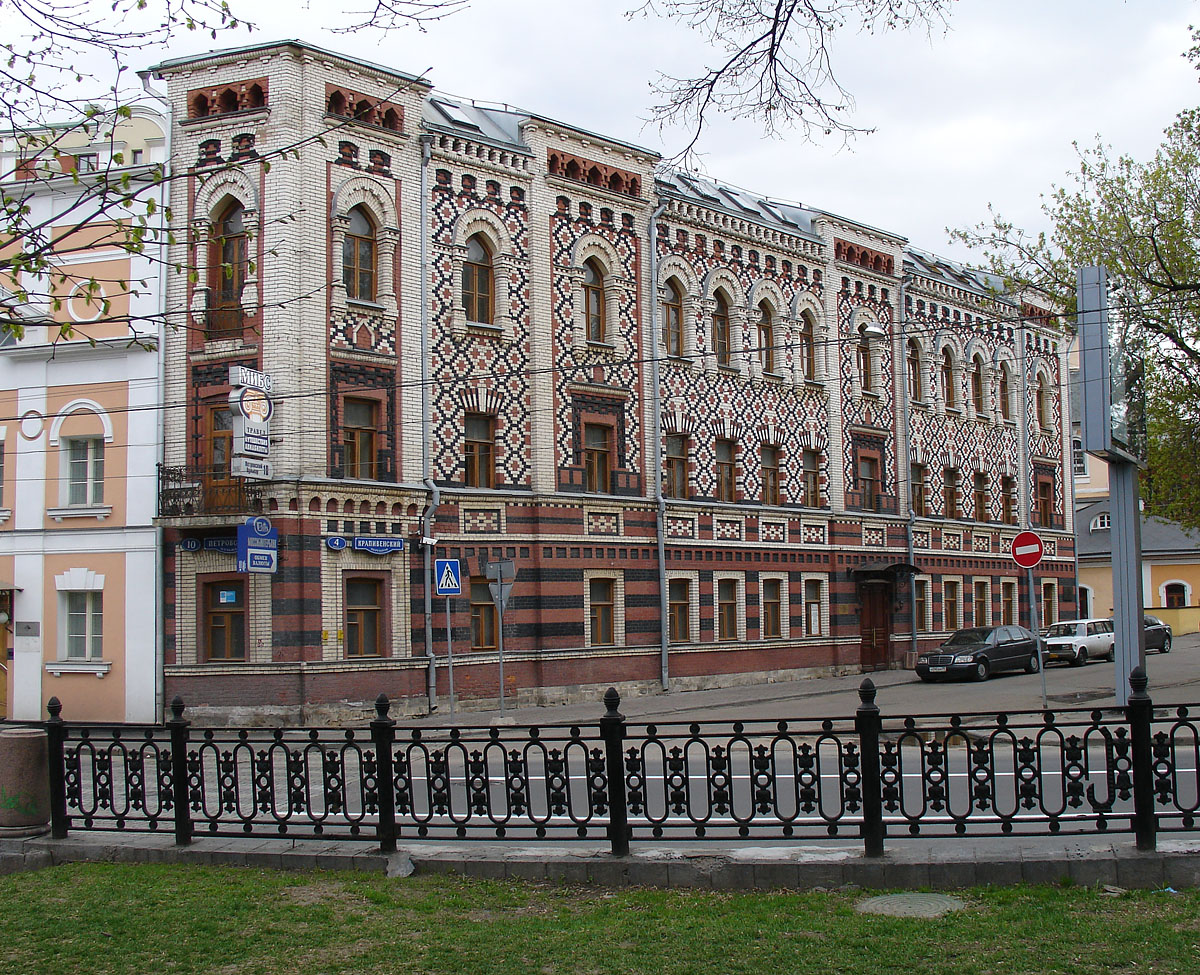
Константинопольское подворье

- Фабрика Каулина (1900-е, Клинский уезд);
- Здание Орловского Коммерческого банка (1897—1899);
- Доходный дом Бутурлина (1911, Москва, Крестовоздвиженский переулок, 2/12 — Улица Знаменка, 12/2), ценный градоформирующий объект[4];
- Здание гимназии и прогимназии (1915, Дмитров, Историческая площадь, 11);
- Ряд построек на фабрике Сенькова (1910-е, Вязники);
- Реставрация Китайгородской стены, совместно с Н. В. Марковниковым, А. Ф. Мейснером, И. П. Машковым, И. Е. Бондаренко, И. В. Рыльским и др. (1919—1921, Москва), не сохранилась[5];
- Реставрация отдельных построек в Симоновом и Новоспасском монастырях (1920-е, Москва);
- Строительство Коммунистической академии (здание Института истории) (1920-е, Москва, Улица Волхонка, 14).

### Сноски
1. ↑  Здесь и далее проекты и постройки даны по М. В. Нащокиной, с необходимыми дополнениями и уточнениями.